# Chlamydatus evanescens
Chlamydatus evanescens is een wants uit de familie van de blindwantsen (Miridae). De soort werd het eerst wetenschappelijk beschreven door Karl Henrik Boheman in 1852.

## Uiterlijk
De kleine, ovale, bijna volledig zwarte blindwants kan brachypteer (kortvleugelig) en macropteer (langvleugelig) zijn en kan 1,5 tot 2 mm lang worden (de langvleugelige variant kan iets groter worden, 2 tot 3 mm). De kop is zwart met opvallende rode ogen. De antennes zijn ook zwart en het lichaam is bedekt met dunne grijze haartjes. De pootjes zijn eveneens zwart en hebben brede achterdijen die bovenaan roodbruin gekleurd zijn. De schenen zijn aan de onderkant bruin en hebben zwarte stekeltjes. De wants lijkt op de andere wantsen uit het genus Chlamydatus maar heeft als enige de rode ogen. Ook kan de soort verward worden met de vlowantsen uit het genus Halticus, maar die hebben langere antennes.

## Leefwijze
De soort overwintert als volwassen wants en leeft op Sedum-soorten zoals Wit vetkruid (Sedum album) en Muurpeper (Sedum acre). De soort kent twee overlappende generaties per jaar en kan van maart tot in september gevonden worden op kalkrijke zonnige plaatsen, zoals rotstuinen.

## Leefgebied
De wants is in Nederland zeldzaam en verspreidt zich door de handel in vetplanten. Het verspreidingsgebied is Palearctisch, van Europa tot in Azië.